# Eternals (soundtrack)
Eternals (Original Motion Picture Soundtrack) is de soundtrack voor de Marvel Studios-film Eternals uit 2021, gecomponeerd door Ramin Djawadi. Het album werd op 3 november 2021 uitgebracht door Hollywood Records.
Twee nummers van de soundtrack van de film, "Across the Oceans of Time" en "Eternals Theme", werden op 22 oktober 2021 als singles uitgebracht.

## Tracklijst
Alle muziek is geschreven door Ramin Djawadi, tenzij anders vermeld.

| Nr. | Titel | Duur |
| --- | --- | ---- |
| 1.  | Eternals Theme | 3:47 |
| 2.  | It is Time | 2:17 |
| 3.  | Mission | 4:30 |
| 4.  | Somewhere in Time | 1:39 |
| 5.  | The Domo | 1:57 |
| 6.  | Joie De Vivre | 2:13 |
| 7.  | Celestials | 6:46 |
| 8.  | Life | 5:22 |
| 9.  | Not Worth Saving | 2:49 |
| 10. | Remember | 5:32 |
| 11. | Across the Oceans of Time | 3:50 |
| 12. | This Is Your Fight Now | 2:46 |
| 13. | Audience with Arishem | 5:33 |
| 14. | Isn't It Beautiful | 2:38 |
| 15. | I Have Been Waiting for This | 3:23 |
| 16. | Emergence Sea | 2:22 |
| 17. | Eternal Loss | 3:24 |
| 18. | A Wish | 2:41 |
| 19. | Earth is Just One Planet | 1:39 |
| 20. | Nach Mera Hero (uitgevoerd door Celina Sharma, geschreven door Daniel Stephenson, Francesca Richard, Sara Strudwick & Vishal Patel) | 3:09 |